# Things I Know to Be True
Things I Know To Be True (en anglès, Coses que sé que són veritat) és una producció teatral produïda per The State Theatre Company d'Austràlia Meridional i Frantic Assembly, dirigida per Geordie Brookman i Scott Graham. Va ser escrit per Andrew Bovell i compta amb la música de Nils Frahm. L'obra és naturalista, però presenta un gran ús del moviment físic no naturalista per emfatitzar la connexió emocional entre els personatges, seguint la història de la família Price i els seus problemes. L'obra està ambientada a Adelaida (Austràlia), que és on l'obra es va estrenar el maig de 2016. Posteriorment va fer una gira pel Regne Unit dues vegades. L'obra es va estrenar als Estats Units el març del 2019 en una coproducció amb el Milwaukee Repertory Theatre i l'Arizona Theatre Company, sota la direcció de Mark Clements. Per a la producció nord-americana, Bovell va adaptar l'acció del drama per tenir lloc al centre-oest dels Estats Units.

## Argument
La trama de Things I Know To Be True segueix la història i les moltes lluites de la família Price. L'obra comença amb un monòleg de Rosie Price (interpretada per Tilda Cobham-Hervey a la temporada d'estrena, i Kirsty Oswald al Regne Unit) en una escapada europea durant el seu any sabàtic. Ella revela que havia conegut un home anomenat Emanuel mentre era a Berlín, però va trobar que li havia robat la majoria dels objectes de valor i fugir quan es va despertar una nit, cosa que l'obligava a tornar a Austràlia.
Quan la Rosie torna a casa, veiem que la resta de la família ve a conèixer-la. Mentre tot això passa, es revela que Pip, la germana gran de Rosie, ha decidit deixar enrere el seu marit i els seus dos fills per viure a Vancouver; la seva mare, Fran, la desaprova, sobretot després de descobrir que Pip l'havia estat enganyant. Fran està especialment decebut, ja que afirma que es va veure molt d'ella mateixa a Pip. Més endavant a l'obra, Pip s'ha traslladat a Vancouver i havia escrit una carta a Fran, finalment connectant-se emocionalment amb ella després d'una infància bastant abusiva. Els dos personatges triguen centenars de quilòmetres a estar finalment junts emocionalment.
En un altre angle de la trama, Mia, el segon fill Price, es presenta llavors com a home i utilitza el nom de Mark, revela que és una dona transgènere. Això suposa un xoc per a la resta de la família, sent Fran de nou especialment disgustat. Ella revela que vol mudar-se a Sydney per començar la teràpia hormonal. No veiem la Mia presentant-se com a home de nou, però la veiem presentant com a dona més tard.
Una altra trama secundària és que Fran havia estalviat uns 250.000 dòlars com a fons de sortida per a la seva relació amb Bob, afirmant que és "difícil estimar algú durant 30 anys seguits". Ella admet a Bob que una vegada va pensar a fugir, com acabava de fer Pip, però es va quedar amb ell pel bé dels seus fills. Fran diu llavors que ara ho guarda perquè es tractin. Ella li pregunta a Bob on més li agradaria anar i ell respon al Parc Nacional Kruger. Per a la seva sorpresa, ella accepta anar-hi, però mai no ho fan.
La trama final d'aquesta obra se centra al voltant del fill petit, Ben, i del seu pare, Bob. Bob troba un cotxe europeu aparcat fora; resulta que és de Ben i Bob vol saber com va trobar els diners, i Ben respon que hi va treballar molt. Això sembla insignificant, fins que més tard a l'obra Ben torna a casa, suant i parlant ràpidament. Rosie és l'única persona que hi havia a l'interior en aquell moment i s'adona ràpidament que Ben havia estat prenent drogues. Bob i Fran entren llavors, ara encara més curiosos per la seva situació monetària. Bob li pregunta a Ben quines drogues havia pres, a les quals Ben respon: "Seria més fàcil preguntar quines no he pres". Llavors Bob fa un cop de retrat, cridant i jurant a Ben; és en aquest moment quan Ben revela que havia estat estafant, i és aquí on havia recuperat els diners per a la droga i el cotxe llampant.
Tot i que tot això passa, però, la tragèdia arriba. Es revela que Fran havia estat involucrada en un accident de trànsit i que va ser declarat morta a l'arribada. Ella mor sense reconciliar-se amb Mia, connectant emocionalment amb Pip en persona, perdonant a Ben i portant Bob a Sud-àfrica. Els nens tornen a Adelaida per conèixer Bob i Rosie per al funeral de Fran.

## Inspiracions
A continuació es mostra una llista de mitjans que Andrew Bovell ha anomenat com a inspiració a l'hora d'escriure o assajar Things I Know to Be True:
| Mitjà                        | Produït per          | Tipus de mitjà | Inspiració a la trama              |
| ---------------------------- | -------------------- | -------------- | ---------------------------------- |
| Araby                        | James Joyce          | Relat curt     | El viatge de Rosie a Europa        |
| Crepuscle                    | Gregory Crewdson     | Art visual     | La relació entre Pip, Rosie i Fran |
| Sota les roses               | Gregory Crewdson     | Art visual     | La relació entre Pip, Rosie i Fran |
| Muhammad Ali vs Sonny Liston | Neil Leifer          | Imatge         | La baralla de Bob amb Ben          |
| Just, Radiohead              | Jamie Thraves        | Vídeo musical  | Pip asseguda al jardí              |
| Ozymandias                   | Percy Bysshe Shelley | Sonet          | Les roses de Bob                   |
| L'aniversari                 | Chagall              | Pintura        | Ball de Bob i Fran                 |
| L'únic testimoni             | Peter Weir           | Pel·lícula     | No es diu                          |
| Stop Making Sense            | Talking Heads        | Cançó          | No es diu                          |
| Krapp's Last Tape            | Samuel Beckett       | Obra           | No es diu                          |

## Recepció crítica
Things I Know to Be True ha rebut àmpliament bones crítiques, amb una puntuació mitjana d'unes tres estrelles i mitja de cada cinc.
The Guardian va descriure la producció de Frantic Assembly com "un plaer veure-la" i el Radio Times va afirmar que "és rar que un drama familiar suburbà tingui un ressò tan agut i incòmode com Things I Know to Be True", descrivint-la com una "joia discreta". What's On Stage va elogiar la capacitat d'escriptura de Bovell com "bona per a les friccions de la vida diària".